# Westenwinddrift

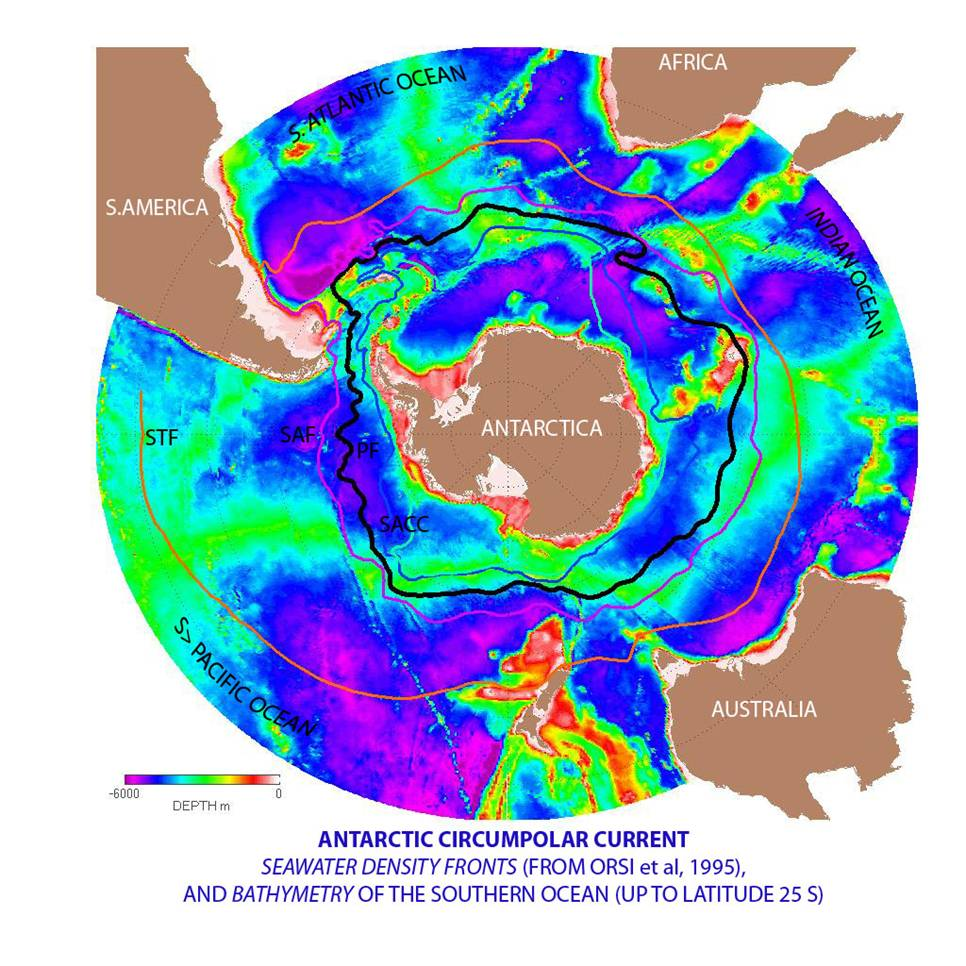
De westenwinddrift is de sterkste zeestroming ter wereld en verbindt de Indische, Atlantische en de Grote Oceaan.

De westenwinddrift, ook Antarctische ringoceaan en Antarctische circumpolaire stroom, (Engels: Antarctic Circumpolar Current, afgekort ACC) is een zeestroom in de Zuidelijke Oceaan die oostwaarts om het continent Antarctica loopt. Door de stroming kan warm oceaanwater niet in de buurt van het continent komen, waardoor het klimaat er koud blijft en de ijskap op Antarctica kon ontstaan. Het debiet van de stroom is 134 ±27 sverdrup, waarmee het de grootste stroming op aarde is.
In Straat Drake beslaat de drift de volledige breedte, zo'n 700 kilometer. Daarbuiten is het gebied van de stroming typisch zo'n 2000 kilometer breed. De stroming heeft niet overal dezelfde snelheid. Noordelijk in de stroming bevindt zich een deel dat sneller stroomt en bekend is als het Subantarctisch Front. De stroomsnelheid in dit gebied is ongeveer 0,1 m/s. Verder naar het zuiden ligt het Polair Front, met een stroomsnelheid van ongeveer 0,15 m/s. In Straat Drake is de snelheid van beide stroomdraden meer dan verdubbeld (0,3-0,45 m/s).
De ligging van de westenwinddrift wordt bepaald door de ligging van de continenten en de bathymetrie van de oceaanbodem. Voor Zuid-Amerika buigt een deel af naar het noorden als Perustroom. Daarna gaat de stroming door Straat Drake tussen het Antarctisch Schiereiland en Zuid-Amerika en wordt in twee takken gesplitst door de Scotiaboog in het oosten. De noordelijke stroming, de Falklandstroom, is warmer dan de diepere zuidelijke stroom die verder naar het oosten de Scotiaboog passeert en daarna pas afbuigt naar het noorden. De stroming loopt dan verder door de Indische Oceaan, waar ze opnieuw gesplitst wordt door het Kerguelenplateau. Het meeste water passeert ten noorden van dit plateau. Bij Australië wordt een deel afgebogen als Westaustralische stroom. Ten zuiden van Nieuw-Zeeland volgt de stroming de contouren van het Campbellplateau. Op dezelfde manier wordt de stroming licht afgebogen als ze de mid-oceanische rug in de zuidoostelijke Grote Oceaan passeert.
Ten zuiden van de westenwinddrift liggen twee gyres, de Rossgyre en de Weddellgyre.

## Bijzondere kenmerken
Nog een bijzonder kenmerk is dat de zee stroomt tot 4 kilometer diep. Dat kan ook, want er is maar één obstakel onderweg, de zuidzijde van Zuid-Amerika. Doordat alle aangrenzende continenten een naar het noorden afgeleid punt hebben, krijg je dat daar het koude water botst en langs de kust omhoog stroomt. Bij de evenaar warmt het weer op en daar komt dan veel zuurstof weer vrij. 
Doordat er zoveel vis is, zijn er ook veel predatoren, zoals vogels. De Guano-eilanden zijn bedekt met een laag van 4 meter vogelmest. Deze is zo vruchtbaar, dat het helemaal is afgegraven. Opvallend is dat naast alle zeestromen woestijnen liggen. 's Ochtends als de wind vanaf land even gaat liggen, komen er vochtige dampen over de woestijn. Genoeg om net dat kleine beetje leven te helpen, zo ontstaan er rijen cactussen in de Atacamawoestijn.